# Denosumab

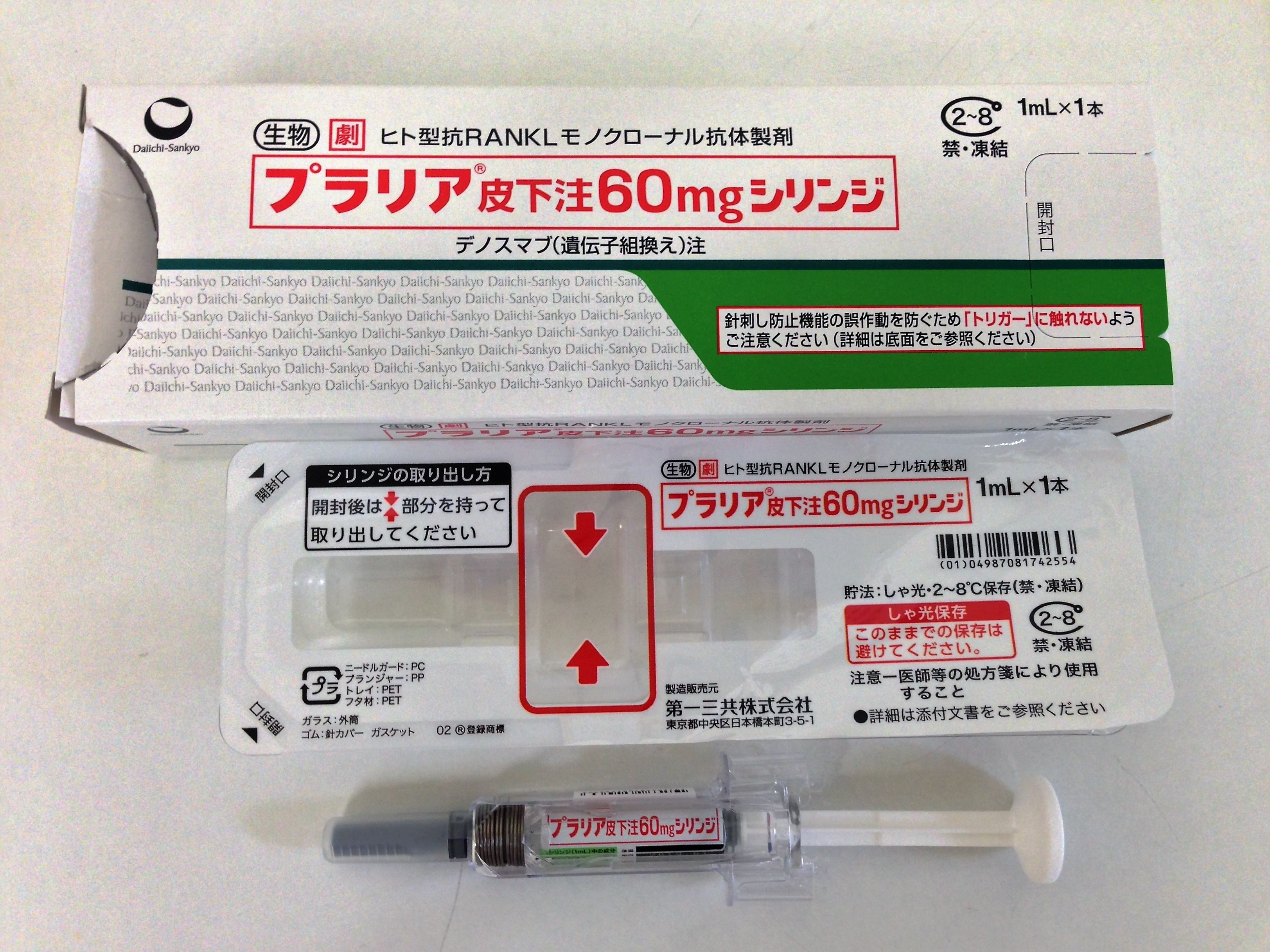
Denosumab

Le denosumab est une substance active de médicaments développée par la société AMGen (commercialisés sous les marques Prolia et Xgeva) utilisés contre l'ostéoporose et les métastases osseuses, et présentés en solution pour injection sous-cutanée. C'est un anticorps monoclonal humain de type IgG2 qui a pour cible le système RANK/RANKL (receptor activator of nuclear κ  B ligand). Il inhibe la formation, la fonction et la survie des ostéoclastes, diminuant ainsi la résorption osseuse dans l’os cortical et trabéculaire.  
Le denosumab se lie spécifiquement et d'une façon importante au Ligand de RANK, ce qui empêche son interaction avec le récepteur RANK sur les cellules de la lignée ostéoclastique.  

## Efficacité
Ce produit montre une augmentation de la masse osseuse équivalente ou supérieure à celle observée avec les bisphosphonates, une étude montrant l’augmentation de la masse osseuse au niveau de la colonne lombaire allant de 3,0 % à 6,7 %. Il permet une diminution de l’incidence de fractures vertébrales.
Il n'a pas d'efficacité supérieure à celle du traitement de référence pour les métastases osseuses, à savoir les diphosphonates (acide parmidronique ou acide zolédronique).
Selon la Haute autorité de santé (France), le denosumab  n'a pas d'intérêt clinique dans la stratégie thérapeutique et n'est recommandé qu'en deuxième intention, le traitement de référence étant par un disphophonate, du fait de « l’absence de supériorité démontrée en termes d’efficacité anti-fracturaire par rapport aux autres traitements disponibles, de son profil de tolérance comportant des ostéonécroses et des fractures atypiques, de fractures vertébrales multiples survenant à l’arrêt du traitement (effet rebond) et des inconnues sur l’observance en vie réelle. »
En décembre 2021, Prescrire classe le denosumab à 60 mg comme « médicament à écarter des soins » au motif que sa balance risque-bénéfices est défavorable pour l'ostéoporose et qu'il n'a pas de supériorité clinique par rapport aux disphophonates pour le traitement des métastases osseuses. À 120 mg, il constitue une alternative possible aux autres traitements.
Selon l'INESS (Québec) il  est aussi préconisé « pour réduire le risque de développer des complications osseuses chez les patients atteints de métastases osseuses découlant du cancer du sein, du cancer de la prostate, du cancer du poumon non à petites cellules et d'autres tumeurs solides ».

## Effets secondaires et risques en cas d'arrêt du traitement
L'arrêt du traitement par le denosumab peut se traduire par une élévation des marqueurs du remodelage osseux, des fractures vertébrales multiples,  ainsi qu'une perte de densité minérale osseuse, parfois même jusqu'à un niveau inférieur à celui constaté avant le début du traitement,.